# Савич, Николай Иванович
Николай Иванович Савич (1808—1892) — общественно-политический деятель, член Кирило-Мефодиевского братства, единомышленник Т. Шевченко.

## Биография
Родился в 1808 году в семье богатого помещика Полтавской губернии в селе Середняки Гадячского уезда. Образование получил в Харьковском университете, окончив философский факультет. В 1827—1831 годах служил в Драгунском полку, участвовал в турецкой кампании 1828-1829 годах. После войны вышел в отставку и жил в имении своего отца, после смерти которого уехал за границу — в 1831-1834 годах в Париже в Коллеж де Франс занимался химией. Затем жил в своем имении на Полтавщине.
В середине 1840 годов познакомился с Тарасом Шевченко и в 1847 году примкнул к Кирилло-Мефодиевскому обществу. За участие в нём был арестован и отдан под надзор полиции. После освобождения, с 1848 года жил в Одессе, где был ревностным сотрудником газеты Одесский вестник, в котором помещал статьи по политическим и экономическим вопросам; был гласным городской думы, стал членом Императорского Одесского общества истории и древностей.
Был похоронен на Первом Христианском кладбище Одессы, которое в 1937 году было разрушено; сведений о перезахоронении Н. И. Савича отсутствуют. 